# Poul Bjerre
Poul Bjerre (født 15. juni 1924, død 17. december 1997) var en dansk filosof, forfatter og arkitekt. 
Poul Bjerre blev født i Nibe. Familien flyttede senere til Ranum, hvor hans far underviste på seminariet. Under besættelsen deltog Poul aktivt i modstandsbevægelsen i en gruppe ledet af faderen, og han måtte med resten af gruppen gå under jorden i krigens sidste måneder. Efter krigen søgte han som arkitekt at tegne huse som kunne opfylde familiers behov frem for at afspejle tidens æstetik. Det førte til tanker om hvordan lokalsamfund kunne indrettes. Efter en livstruende sygdom i 1955 opgav han arkitektjobbet til fordel for filosofien..
Poul Bjerres interesser omfattede erkendelsesteori, videnskabsteori og samfundsteori. 
Han blev stærkt inspireret af 1800-tallets andelsbevægelse og utopiske socialister. Bjerre beskrev "industrikultur" (i både dens kapitalistiske og marxistiske udgaver) som et utopisk projekt, der anvender en "enten-eller logik" til at fremme dens mål om at maksimere "penge og magt". Han forudså et kommende paradigmeskift, der ville erstatte industrikulturen med en humanistisk og økologisk utopi, der med en teleologisk "optimerings logik" arbejdede hen imod "Det Gode Liv".
Han blev landskendt i 1974 pga. sine planer om at omdanne landsbyen Krejbjerg i Salling, hvor han boede, til et andelssamfund, hvori ejendomme og produktion indgik. Det var tænkt som et videnskabeligt forsøg, der skulle finde løsninger på samfundsproblemer og vise hvordan fremtidens landsbysamfund kunne være. Førsøget, som måtte skrinlægges i 1976, har dog inspireret senere danske økosamfund.
Han modtog Det Danske Akademis Videnskabspris i 1977.

## Ekstern henvisning
- Det gode samfunds filosof – kronik i Politiken om Poul Bjerre fra 6. marts 1998 af Ib Ravn